# 回憶積木屋
回憶積木屋（或積木之家）是2008年的一部日本短篇動畫電影。

## 故事
一名生活在一個快被淹沒的城鎮的老人。隨著水位的上升，他不得不用磚塊把他的屋子堆得更高。有一天，他把他最愛的煙斗掉到屋子的深處，為了找回煙斗，他買了一件潛水衣。當他穿起潛水衣朝屋子的深處潛下去，越潛越深時，往日的回憶也隨之浮現…

## 製作人員
- 導演：加藤久仁生
- 編劇：平田研也
- 製作人：日下部雅謹，秦祐子
- 音樂：近藤研二

## 演出者
- 旁白：長澤正美

## 得獎記錄
- 获得第81屆奧斯卡金像獎最佳動畫短片獎
- 获得2008年第12屆日本新媒体动漫艺术节动画部门大赏。